# Гардинер, Стивен (бегун)
Сти́вен Га́рдинер (англ. Steven Gardiner; род. 12 сентября 1995, Центральный Абако) — легкоатлет Багамских островов, специализируется в беге на 400 метров. Олимпийский чемпион 2020 года, серебряный призёр чемпионата мира 2017 года, чемпион мира 2019 года на дистанции 400 метров. Бронзовый призёр Олимпийских игр 2016 года в эстафете 4х400 метров.

## Карьера
На международных соревнованиях выступает с 2014 года. Серебряный призёр CARIFTA Games 2014 года в эстафете 4×100 метров и бронзовый призёр 4×400 метров. Выступал на чемпионате мира среди юниоров 2014 года, где занял 6-е место в эстафете 4×400 метров.
11 июня стал победителем этапа Бриллиантовой лиги Bislett Games — 44,64. 27 июня 2015 года на чемпионате Багамских островов установил национальный рекорд — 44.27. Он побил предыдущий рекорд Криса Брауна семилетней давности.